# تشامبيغن
شامبين أو تشامبيغن (إلينوي) (بالإنجليزية: Champaign, Illinois)‏ هي مدينة تقع في الولايات المتحدة في إلينوي. يقدر عدد سكانها بـ 82,517 نسمة .

## التركيبة السكانية
حدّد مكتب تعداد الولايات المتحدة بيانات التركيبة السكانية لتشامبيغن في تعداد الولايات المتحدة. في ما يلي، التركيبة السكانية حسب تعدادي 2000 و2010.

### تعداد عام 2000
بلغ عدد سكان تشامبيغن 67,518 نسمة بحسب تعداد عام 2000، وبلغ عدد الأسر 27,071 أسرة وعدد العائلات 12,450 عائلة مقيمة في المدينة. في حين سجلت الكثافة السكانية 1,134.6 نسمة لكل كيلومتر مربع (2,938.6/ميل2). وبلغ عدد الوحدات السكنية 28,556 وحدة بمتوسط كثافة قدره 479.9 لكل كيلومتر مربع (1,242.9/ميل2).
وتوزع التركيب العرقي للمدينة بنسبة 73.16% من البيض و15.62% من الأمريكيين الأفارقة و0.24% من الأمريكيين الأصليين و6.83% من الأمريكيين ذوي الأصول الآسيوية و0.03% من سكان جزر المحيط الهادئ و1.94% من الأعراق الأخرى و2.19% من عرقين مختلطين أو أكثر و4.03% من الهسبانيون أو اللاتينيون من أي عرق.
بلغ عدد الأسر 27,071 أسرة كانت نسبة 23.9% منها لديها أطفال تحت سن الثامنة عشر تعيش معهم، وبلغت نسبة الأزواج القاطنين مع بعضهم البعض 34.4% من أصل المجموع الكلي للأسر، ونسبة 9% من الأسر كان لديها معيلات من الإناث دون وجود شريك،  بينما كانت نسبة 2.5% من الأسر لديها معيلون من الذكور دون وجود شريكة وكانت نسبة 54% من غير العائلات. تألفت نسبة 36.6% من أصل جميع الأسر من عدة أفراد يعيشون في نفس المنزل ونسبة 6.9% كانت تتألف من شخص يعيش بمفرده يبلغ من العمر 65 عاماً أو أكثر. وبلغ متوسط حجم الأسرة المعيشية 2.23، أما متوسط حجم العائلات فبلغ 2.95.
بلغ العمر الوسطي للسكان 25.3 عاماً. وكانت نسبة 17.6% من القاطنين تحت سن الثامنة عشر، وكانت نسبة 22% بين الثامنة عشر والرابعة والعشرين عاماً، ونسبة 26.2% كانت واقعةً في الفئة العمرية ما بين الخامسة والعشرين والرابعة والأربعين عاماً، ونسبة 15.3% كانت ما بين الخامسة والأربعين والرابعة والستين، ونسبة 8.1% كانت ضمن فئة الخامسة والستين عاماً فما فوق. يوجد لكل 100 أنثى 101.4 ذكر، ويوجد لكل 100 أنثى في الثامنة عشر من عمرها فما فوق 100.2 ذكر.
بلغ متوسط دخل الأسرة في المدينة 32,795 دولارًا، أما متوسط دخل العائلة فبلغ 52,628 دولارًا. وكان متوسط دخل الذكور 36,574 دولارًا مقابل 27,186 دولارًا للإناث. وسجل دخل الفرد الخاص بالمدينة 18,664 دولارًا. وكانت نسبة 8.1% من العائلات ونسبة 22.1% من السكان تحت خط الفقر، وكان من هؤلاء نسبة 13.5% تحت سن الثامنة عشر ونسبة 5.6% في الخامسة والستين من العمر وما فوق.

### تعداد عام 2010
بلغ عدد سكان تشامبيغن 81,055 نسمة بحسب تعداد عام 2010، وبلغ عدد الأسر 32,207 أسرة وعدد العائلات 14,920 عائلة مقيمة في المدينة. في حين سجلت الكثافة السكانية 1,362 نسمة لكل كيلومتر مربع (3,527.6/ميل2). وبلغ عدد الوحدات السكنية 34,434 وحدة بمتوسط كثافة قدره 578.6 لكل كيلومتر مربع (1,498.6/ميل2).
وتوزع التركيب العرقي للمدينة بنسبة 67.75% من البيض و15.64% من الأمريكيين الأفارقة و0.25% من الأمريكيين الأصليين و10.57% من الأمريكيين ذوي الأصول الآسيوية و0.07% من سكان جزر المحيط الهادئ و2.72% من الأعراق الأخرى و2.99% من عرقين مختلطين أو أكثر و6.31% من الهسبانيون أو اللاتينيون من أي عرق.
بلغ عدد الأسر 32,207 أسرة كانت نسبة 23.3% منها لديها أطفال تحت سن الثامنة عشر تعيش معهم، وبلغت نسبة الأزواج القاطنين مع بعضهم البعض 33.1% من أصل المجموع الكلي للأسر، ونسبة 10% من الأسر كان لديها معيلات من الإناث دون وجود شريك،  بينما كانت نسبة 3.2% من الأسر لديها معيلون من الذكور دون وجود شريكة وكانت نسبة 53.7% من غير العائلات. تألفت نسبة 35.9% من أصل جميع الأسر من عدة أفراد يعيشون في نفس المنزل ونسبة 6.2% كانت تتألف من شخص يعيش بمفرده يبلغ من العمر 65 عاماً أو أكثر. وبلغ متوسط حجم الأسرة المعيشية 2.25، أما متوسط حجم العائلات فبلغ 2.97.
بلغ العمر الوسطي للسكان 25.7 عاماً. وكانت نسبة 17.3% من القاطنين تحت سن الثامنة عشر، وكانت نسبة 31.2% بين الثامنة عشر والرابعة والعشرين عاماً، ونسبة 25.8% كانت واقعةً في الفئة العمرية ما بين الخامسة والعشرين والرابعة والأربعين عاماً، ونسبة 18% كانت ما بين الخامسة والأربعين والرابعة والستين، ونسبة 7.6% كانت ضمن فئة الخامسة والستين عاماً فما فوق. وتوزع التركيب الجنسي للسكان بنسبة 50.9% ذكور و49.1% إناث.

## أعلام
- هارولد أوسبورن
- سول بيرلموتر
- جين فانس
- لوداكريس
- جيمس توبن